# Lobogeniates abdominalis
Lobogeniates abdominalis är en skalbaggsart som beskrevs av Ohaus 1917. Lobogeniates abdominalis ingår i släktet Lobogeniates och familjen Rutelidae. Inga underarter finns listade i Catalogue of Life.